# Лацорія
Лацорія (груз. ლაცორია) — село в Грузії.
За даними перепису населення 2014 року в селі проживає 90 осіб.